# San Martino (Trento)
San Martino è un quartiere di Trento. È uno dei più antichi della città, dal momento che si è sviluppato a partire dall'antico Borgo di San Martino, che durante l'epoca medievale-rinascimentale era stretto tra il castello del Buonconsiglio e le cave della Cervara, fino ad arrivare al fiume Adige, che sino al 1864 scorreva ove è l'attuale via Manzoni.
Assieme a Cristo Re, Solteri - Centochiavi, Spalliera, Piedicastello e Vela forma la circoscrizione amministrativa numero 12 del comune di Trento.
Nella sua storia il quartiere ha cambiato spesso identità e trasformato la sua economia in seguito a diversi avvenimenti storici.

## Storia
Prima che il suo corso fosse deviato, il fiume Adige attraversava il borgo di San Martino che basava la sua economia proprio sul fatto di essere uno dei porti della città di Trento e vivo centro commerciale. All'epoca il borgo era in prevalenza abitato da artigiani provenienti dalle valli, zatterieri, barcaioli (nel XII secolo fu fondata la “Società Nautica”) e gestori di osterie, che beneficiavano dei numerosi passaggi di viandanti e dei lavoratori del luogo.. Vista la sua importanza per la città, il quartiere venne inglobato all'interno delle mura cittadine nel XIII secolo
Con la deviazione del corso del fiume Adige del 1858 su decisione dell'Impero austro-ungarico, il quartiere dovette mutare la propria economia che venne a concentrarsi in prevalenza intorno all'attività estrattiva. La pietra veniva infatti ricavata dalle cave della Predara e della Malvasia dai cosiddetti “predaròi”.
Tra Torre Verde e le scuole elementari Raffaello Sanzio si trovava una delle antiche porte della città, quella di San Martino o porta Germana, che costituiva l'ingresso settentrionale alla città di Trento. Torre Verde era infatti sede della dogana.
Il quartiere fu poi devastato da un incendio nel 1879 e dai bombardamenti aerei della seconda guerra mondiale nel 1944, che tra l'altro distrussero l'antica chiesa di San Martino.

## Monumenti e luoghi di interesse
- Torre Verde, posta a difesa della porta di San Martino (ora scomparsa), in riva all'Adige fino al 1858, fu l'antica sede della dogana.
- Chiesa di San Martino, l'antica chiesa (XII-XVIII secolo) andò distrutta nel maggio 1944 a causa di un bombardamento aereo durante il secondo conflitto mondiale e fu successivamente ricostruita in stile moderno in via Brennero.[5]
- Affresco votivo (1587), collocato in via San Martino.
- Scuole elementari Raffaello Sanzio, di stile razionalista, collocate nell'omonima piazza e realizzate dall'architetto Adalberto Libera tra il 1931 e il 1933.

## Manifestazioni
"Il Fiume che non c'è" è una festa che dal 2008 anima il quartiere di San Martino, a maggio e a novembre durante l'Estate di San Martino nella versione San Martino Dentro.
Si tratta di un insieme di installazioni artistiche, spettacoli teatrali e concerti che vengono sviluppate ogni anno attorno ad un tema diverso. La manifestazione viene organizzata dal Tavolo di San Martino, un collettivo di cui fanno parte diverse associazioni culturali, cooperative ed esercizi commerciali della zona. Il nome dell'evento richiama il fatto che, prima di essere deviato nel 1864, il fiume Adige attraversava il quartiere di San Martino.